# 山口宇部小野田連絡道路

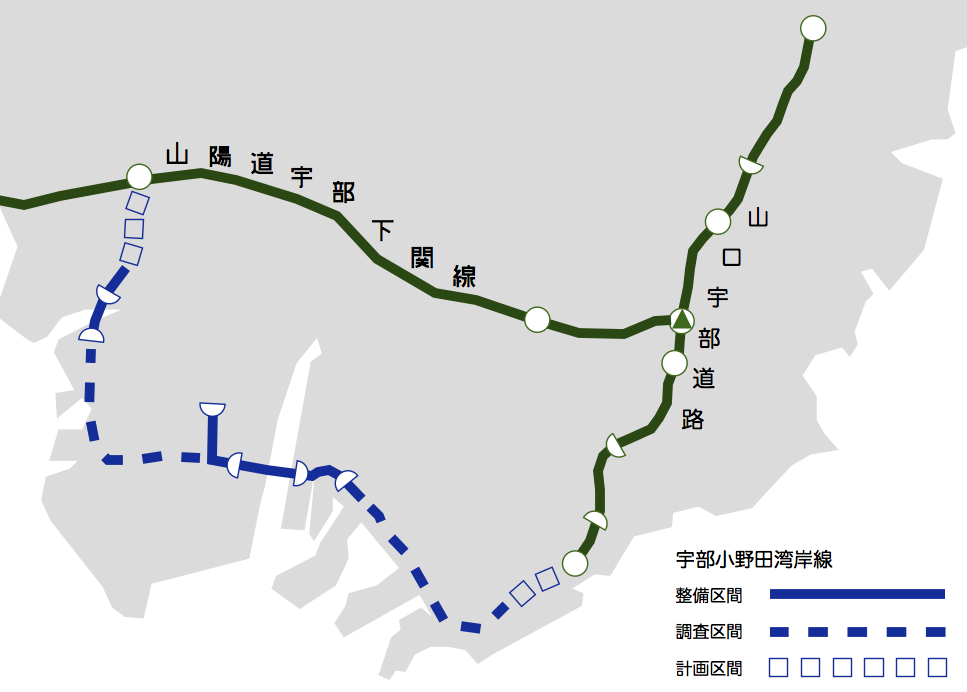
宇部小野田湾岸道路計画図

山口宇部小野田連絡道路（やまぐちうべおのだれんらくどうろ）は、山口県山口市から宇部市を経て山陽小野田市に至る総延長40kmの地域高規格道路である。

## 概要
山口市朝田の朝田ICを起点に、中国自動車道 小郡IC、山口宇部空港、宇部港、小野田港を結んだ後、山陽自動車道 小野田ICに至る道路として計画されている。
現在、朝田IC - 宇部南IC間が山口宇部道路（朝田IC - 宇部東IC間は自動車専用道路規格、宇部東IC - 宇部南IC間は一般道路規格）、西中町IC - 東須恵IC間が宇部湾岸道路、中川五丁目交差点 - 大塚交差点間が小野田湾岸道路（自動車専用道路規格だが一般道路として供用中）としてそれぞれ開通している。

### 事業名
計画区間・事業区間のインターチェンジ名は仮称。
- 山口宇部道路（山口県道6号山口宇部線） : 朝田IC - 宇部東IC
- 計画中 : 宇部東IC - 山口宇部空港
- 宇部湾岸道路（山口県道6号山口宇部線） : 山口宇部空港 -（調査区間）- 西中町IC - 東須恵IC
- 小野田湾岸道路 : 東須恵IC -（調査区間）- 中川五丁目交差点 - 大塚交差点
- 計画中 : 大塚IC - 小野田IC

## 歴史
- 1972年2月 : 嘉川IC - 宇部南IC間（山口宇部道路）着工
- 1975年2月27日 : 嘉川IC - 宇部南IC間（山口宇部道路）開通
- 1994年12月16日 : 朝田IC - 小野田IC間が、総延長 約40 kmの路線として地域高規格道路の計画路線に指定
- 1995年4月28日 : 西中町IC - 東須恵IC間（宇部湾岸道路）が地域高規格道路の整備区間に指定
- 1995年8月23日 : 小郡IC/JCT - 嘉川IC間（主要地方道山口宇部線）が地域高規格道路の調査区間に指定
- 1996年8月30日 : 朝田IC - 小郡IC/JCT間（主要地方道山口宇部線）が地域高規格道路の調査区間、小郡IC/JCT - 嘉川IC間が地域高規格道路の整備区間にそれぞれ指定
- 1997年10月 : 嘉川IC - 宇部東IC間の4車線化整備着工
- 1998年12月18日 : 朝田IC - 小郡IC/JCT間（主要地方道山口宇部線）が地域高規格道路の整備区間、東須恵IC - 山陽小野田市 日の出間が地域高規格道路の調査区間にそれぞれ指定
- 1999年12月17日 : 山口宇部空港 - 西中町IC間が地域高規格道路の調査区間に指定
- 2001年3月10日 : 嘉川IC - 宇部東IC間の4車線化整備工事完了
- 2001年12月18日 : 東冲IC - 大塚IC間（一般県道妻崎開作小野田線）が地域高規格道路の整備区間に指定
- 2011年7月31日 : 朝田IC - 嘉川IC間（主要地方道山口宇部線）開通
- 2011年8月21日 : 西中町IC - 藤曲IC間（宇部湾岸道路）開通
- 2012年3月28日 : 嘉川IC - 宇部東IC間（山口宇部道路）無料開放
- 2013年3月24日 : 藤曲IC - 東須恵IC間（宇部湾岸道路）開通
- 2014年12月20日 : 東沖高架橋 - 大塚ランプ橋間（小野田湾岸道路）開通
- 2016年3月27日 : 中国自動車道と接続する小郡JCT開通
- 未定：宇部東IC - 山口宇部空港、山口宇部空港 - 調査区間、東須恵IC - 調査区間、大塚IC - 小野田ICし全線開通予定。